# Moe Becker
Morris Robert Becker, detto Moe (Pittsburgh, 24 febbraio 1917 – Peoria, 9 gennaio 1996), è stato un cestista e allenatore di pallacanestro statunitense, professionista nella ABL, nella NBL e nella BAA.

## Palmarès
- All Tournament Team WPBT (1942)